# Lophorrhina canui
Lophorrhina canui är en skalbaggsart som beskrevs av Allard 1990. Lophorrhina canui ingår i släktet Lophorrhina och familjen Cetoniidae. Inga underarter finns listade i Catalogue of Life.